# Regina Jonas
Regina Jonas (ur. 3 sierpnia 1902 w Berlinie, zm. 12 grudnia 1944 w Auschwitz-Birkenau) – pierwsza kobieta rabin na świecie.

## Życiorys
Regina wcześnie straciła ojca. Podobnie jak wiele kobiet w jej czasach podjęła pracę nauczycielki, nie była jednak z niej zadowolona. Podjęła studia w Wyższej Szkole Nauk Żydowskich w Berlinie, gdzie zdobyła uprawnienia Akademickiego Nauczyciela Religii. Jej celem było jednak zostanie rabinem. W tym celu napisała wymaganą dysertację na temat „Czy, zgodnie ze źródłami halachicznymi, kobieta może zostać rabinem?”. Udowodniła w niej, iż istnieje taka możliwość, praca została jednak odrzucona przez konserwatywnych profesorów. Poprosiła wówczas o ordynację Leo Becka – jednego z liderów judaizmu postępowego, który jednak odmówił, bojąc się nieprzychylnej reakcji kręgów ortodoksyjnych. Ostatecznie przyjęła Smichę 27 grudnia 1935 roku w Offenbach w Hesji z rąk liberalnego rabina Maxa Dienermanna. Od tej pory pracowała jako kapelan w kilku żydowskich instytucjach w Niemczech. Był to jednak początek okresu III Rzeszy – wobec prześladowań wielu rabinów emigrowało, zostawiając swoje gminy bez opieki. Sprawiło to, że Regina nie mogła nauczać w synagodze. Zmuszona do ciężkich robót kontynuowała jednak swoją działalność w ukryciu. 4 grudnia 1942 roku zmuszono ją do zinwentaryzowania posiadanego majątku, który następnego dnia został skonfiskowany na rzecz Rzeszy. Samą Reginę 5 grudnia 1942 roku deportowano do obozu koncentracyjnego w Terezinie, gdzie – współpracując z Viktorem Franklem – pomagała innym więźniom, m.in. zapobiegając próbom samobójczym. W październiku 1944 roku została przewieziona do niemieckiego obozu koncentracyjnego Auschwitz, gdzie zamordowano ją dwa miesiące później.